# Dan Diaconescu
Dan Cristian Diaconescu (ur. 9 grudnia 1967 w Caracalu) – rumuński przedsiębiorca mediowy, dziennikarz i polityk, kandydat w wyborach prezydenckich.

## Życiorys
Ukończył studia na Instytucie Politechnicznym w Bukareszcie. W latach 90. pracował jako dziennikarz prasowy. W 2000 założył stację telewizyjną OTV, a w 2009 drugą pod nazwą DDTV. Zyskał pewną popularność, prowadząc w tych kanałach codzienny talk-show. OTV została zamknięta ostatecznie w 2013 decyzją administracyjną, której przyczyną było niepłacenie grzywien nakładanych w latach 2009–2012 za naruszanie przepisów ustawy o radiofonii i telewizji.
W 2010 Dan Diaconescu był krótko aresztowany w związku z podejrzeniem szantażu. Przy zwolnieniu publicznie zadeklarował zaangażowanie się w działalność polityczną. Dla tych celów założył Partię Ludową – Dan Diaconescu, w której objął funkcję honorowego prezesa. Ugrupowanie to w wyborach parlamentarnych w 2012 zajęło trzecie miejsce z wynikiem ponad 11% głosów, wprowadzając 47 deputowanych i 21 senatorów. Mandatu nie uzyskał jednak sam Dan Diaconescu, przegrywając w okręgu jednomandatowym z Victorem Pontą. Zgodnie z zapowiedzią wystartował w 2014 w wyborach prezydenckich, otrzymując w pierwszej turze głosowania około 4% głosów i zajmując 6. miejsce wśród 14 kandydatów.
W 2015 za przestępstwa szantażu i wymuszenia został prawomocnie skazany na karę pięciu lat i sześciu miesięcy pozbawienia wolności.